# مهمة مستحيلة: الحساب الميت
مهمة مستحيلة: الحساب الميت (بالإنجليزية: Mission: Impossible - Dead Reckoning)‏ هو فيلم تجسس وحركة أمريكي من إخراج كريستوفر ماكويري، بناءا على نص كتبه مع إريك جيندرسون. الفيلم هو تتمة لـمهمة مستحيلة: سقوط (2018) وهو الجزء السابع ضمن سلسلة (الامهمة المستحيلة). الفيلم من بطولة توم كروز وهايلي أتويل وفينج راميز سايمون بيج وريبيكا فيرغسون وإساي موراليس وفانيسا كيربي وبوم كليمنتيف وهنري تشيرني. في الفيلم يواجه إيثان هانت وفريقه عدوا يتمثل بذكاء اصطناعي منشق يُعرف باسم "The Entity"، تدفعه الى اتمام المهمة مهما كلف الثمن.
في يناير 2019، أعلن كروز أنه سيتم تصوير الفيلمين السابع والثامن من فيلم المهمة: مستحيلة على التوالي مباشرة مع تولي كريستوفر ماك كويري الكتابة والإخراج لكلا الفيلمين. بدأ التصوير في إيطاليا في فبراير 2020 لكنه توقف بسبب جائحة فيروس كورونا، ثم تم استئنافه في وقت لاحق من ذلك العام مع تصوير في لنرويج والمملكة المتحدة وإيطاليا والإمارات العربية المتحدة، وتم الانتهاء من التصوير في سبتمبر 2021.العمل هو أول فيلم في السلسلة منذ المهمة المستحيلة 2 (2000) لا يتضمن وجود جاي جاي أبرامز ضمن طاقم الانتاج بأي صفة، وهو أيضًا أول فيلم في السلسلة لم يتم إنتاجه بواسطة باد روبوت برودكشن منذ مهمة مستحيلة 3 (2006). الفيلم يعد من أعلى الافلام تكلفة بميزانية إنتاج تقدر بـ 291 مليون دولار والاغلى في السلسلة.
حظي الفيلم بعرضه الأول في روما بتاريخ 19 يونيو 2023. ثم صدر في دور العرض في الولايات المتحدة بتاريخ 12 يوليو 2023 وتلقى مراجعات إيجابية من اغلب النقاد.

## الممثلين
| ممثلين         | الدور/الوظيفة |
| -------------- | ------------- |
| توم كروز       | ايثان هانت    |
| هايلي أتويل    | غرايس         |
| فينج راميز     | لوثر ستيكل    |
| سايمون بيج     | بنجي دن       |
| ريبيكا فيرجسون | إلسا فاوست    |
| بوم كليمنتيف   | باريس         |
| إساي موراليس   | غايبريل       |

## روابط خارجية
- مهمة مستحيلة: الحساب الميت على موقع IMDb (الإنجليزية)
- مهمة مستحيلة: الحساب الميت على موقع ميتاكريتيك (الإنجليزية)
- مهمة مستحيلة: الحساب الميت على موقع روتن توميتوز (الإنجليزية)
- مهمة مستحيلة: الحساب الميت على موقع ألو سيني (الفرنسية)
- مهمة مستحيلة: الحساب الميت على موقع أول موفي (الإنجليزية)
- مهمة مستحيلة: الحساب الميت على موقع فيلمافينيتي (الإسبانية)
- مهمة مستحيلة: الحساب الميت على موقع قاعدة بيانات الأفلام السويدية (السويدية)
- مهمة مستحيلة: الحساب الميت على موقع قاعدة بيانات الفيلم (الإنجليزية)
- مهمة مستحيلة: الحساب الميت على موقع ليتربوكسد (الإنجليزية)
- مهمة مستحيلة: الحساب الميت على موقع كينوبويسك (الروسية)